# Свети Димитър (Лакос)
Вижте пояснителната страница за други значения на Свети Димитър.
„Свети Димитър“ (на гръцки: Ιερός Ναός Αγίου Δημητρίου) е възрожденска църква в бившето сярско село Лакос, Гърция, част от Сярската и Нигритска епархия. Църквата е единствената запазена сграда от селото.

## История
Лакос в XIX век е било чисто българско село, разположено на 7 km северно от град Сяр, над манастира „Свети Йоан Предтеча“. Опожарено и унищожено е от гръцката войска в 1913 година по време на Междусъюзническата война.

## Описание
Църквата е разположена под пътя в кипарисова горичка, а дворът ѝ е ограден с ниска каменна ограда. От север се стига до храма по каменна стълба. В източния край на църквата, до апсидата отвън има долепена малка костница с паднал покрив. Има вход от запад към женската църква, а главният вход е от юг през малка дървена врата. Във вътрешността наосът е разделен на три кораба с някога изписани колонади. Подът е бил покрит с каменни плочи, от които са оцелели няколко. Женската църква на запад има богато орнаментиран парапет, но стълбата към нея е паднала. Таванът е дървен с орнаменти. Иконостасът също е дървен и запазен със слънчев диск в горната част, но без иконите и царските двери. Покрай двете дълги стени има остатъци от столове за богомолците.
В северния край на царския ред икони на иконостаса е изобразено Възкресението на Иисус Христос. От дясната страна на ореола е изписано ІС, а от дясната ХС. Зад него долу е каменната плоча на гроба Христов, а горе е Кръстът. На заден фон горе от двете страни на Христос има два ангела, а на по-преден план – други фигури. От дясната страна е Света Богородица, а от лявата му страна е Свети Йоан Богослов. Отдолу има текст с дата 1867 г.
В южния край на иконостаса е изобразена Света Богородица с младенеца, в синя одежда. В долния край има кратък текст и под него датировка 1869 εν πυ σεπτέμβριυ 20.
На южната стена на наоса, до иконостаса, между два прозореца е сцената „Архангел Михаил вади душата на богатия“. Видим е легнал белокос старец с брада вдигнал лявата си ръка, а над него повредено изображение на Архангел Михаил, който с левия си крак е затиснал рамото на вдигнатата ръка. В долния край е отбелязана дата 1868 година.